# Comuna Malîi Bereznîi, Velîkîi Bereznîi
Malîi Bereznîi (în ucraineană Малий Березний) este o comună în raionul Velîkîi Bereznîi, regiunea Transcarpatia, Ucraina, formată din satele Malîi Bereznîi (reședința), Mîrcea și Zavosîno.

## Demografie
Componența lingvistică a comunei Malîi Bereznîi
     Ucraineană (98,95%)
     Alte limbi (0,69%)
Conform recensământului din 2001, majoritatea populației comunei Malîi Bereznîi era vorbitoare de ucraineană (98,95%), existând în minoritate și vorbitori de alte limbi.